# Großsteingrab Benkendorf
Das Großsteingrab Benkendorf war eine megalithische Grabanlage der jungsteinzeitlichen Tiefstichkeramikkultur bei Benkendorf, einem Ortsteil von Salzwedel im Altmarkkreis Salzwedel, Sachsen-Anhalt. Das Grab wurde im 19. Jahrhundert zerstört.

## Lage
Das Grab befand sich außerhalb von Benkendorf auf der linken Seite des nach Stappenbeck führenden Weges.

## Forschungsgeschichte
Erstmals dokumentiert wurde die Anlage in den 1830er Jahren durch Johann Friedrich Danneil. Bei einer erneuten Aufnahme der Großsteingräber der Altmark mussten Eduard Krause und Otto Schoetensack in den 1890er Jahren feststellen, dass das Grab in der Zwischenzeit im Zuge der Separation vollständig abgetragen worden war.

## Beschreibung
Das Grab war bereits bei Danneils Aufnahme stark zerstört. Genauere Maßangaben oder eine Bestimmung des Grabtyps waren daher nicht möglich.